# Panadons
Els panadons eren un tipus de coques de pasta prima força conegudes durant el segle xvii i XVIII. Es tractava d'elaboracions molt preuades a l'època moderna. De la mateixa manera que les coques de recapte, admetien tota mena de variacions. Es farcien amb carn, peix i sobretot verdures, puix que era la tria més econòmica. En aquell temps, els espinacs a la catalana, amb panses i pinyons, ja eren molt populars i era freqüent utilitzar-los per farcir els panadons.
Es menjaven per Setmana Santa, especialment en el dejuni del Dijous Sant al Pla de Lleida, a l'Urgell, a la Segarra i a Gandesa.
Els panadons es condimentaven amb espècies per a obtenir sabors més intenses i també admetien versions dolces, com els de fruites. Aquestes menges eren fàcils de conservar i transportar, i es podien prendre tant calentes com fredes, característiques que eren molt pràctiques per als viatgers de l'època.